# Волнения в Ираке (2011)
Волнения в Ираке — массовые протесты в феврале 2011 года вызванные высоким уровнем коррупции и безработицы, происходили на фоне волнений, охвативших арабский мир в 2011 году.

## Описание
Протесты начались с небольших акций протеста в Багдаде против высоких уровней коррупции и безработицы и со временем переросли в массовые волнения, охватившие весь юг страны.

## Хроника
- 17 февраля — к социальным протестам подключились курды[1].
- 24 февраля — в Багдаде солдатами арестован известный журналист Мунтазар аз-Зейди[2].
- 25 февраля («День гнева») — Массовые акции протеста в Багдаде на площади Тахрир переросли в беспорядки, в Мосуле при разгоне манифестации погибло 5 человек, в Басре протестующие сожгли резиденцию местного губернатора[3].